# Magas-tetői-barlang
A Magas-tetői-barlang Magyarország fokozottan védett barlangjai közül az egyik. Az Aggteleki Nemzeti Park területén található. A barlang az Aggteleki-karszt és a Szlovák-karszt többi barlangjával együtt 1995 óta a világörökség része. Szögliget fokozottan védett négy barlangja közül az egyik.

## Leírás
Az Alsó-hegy Vápenyica nevű hegyoldalában, 4–5 méter magas sziklafal tövében található természetes bejárata. Bejáratától szép kilátás nyílik Szádvár romjaira. Középső triász wettersteini mészkőben keletkezett az elágazó barlang. A barlang formakincsét megfigyelve erős tektonikus hatás vehető észre. Valószínűleg freatikus körülmények között fejlődött, majd fokozatosan szárazzá válásakor jött létre mai képe. Morfológiája alapján két részre különíthető el, egy felső, vízszintes jellegű, hasadékszerű részre, amelynek magassága 10–15 méter is lehet és a szélessége 1–5 méter és egy alsó, függőleges jellegű részre, amelyre tág szelvények jellemzők.
Járataiban különböző cseppkőképződmények, heliktitek, visszaoldott cseppkövek, cseppkőbekérgezések, cseppkőlefolyások, függőcseppkövek, pálmatörzs alakú állócseppkövek és szenilis korallszerű borsókövek alakultak ki. A Guanós nevű termének egyik felső, ellaposodó oldalága feltételezhetően a felszínig tart. Járatai a bejárattól északra, a hegyoldal felé helyezkednek el. A barlang az Aggteleki Nemzeti Park Igazgatóság engedélyével látogatható. Mélyszinti része kötéltechnikai eszközökkel járható.
Előfordul a barlang az irodalmában Julcsa-barlang (Kraus 2005), amely név valójában a Hosszú-tetői-barlang egyik neve, Macska-lyuk (Nyerges 2003), Macskalyuk barlangja (Nyerges 2003), Magas-hegyi-barlang (Bajomi 1977), Magas-tetöi-barlang (Vlk 2019), Magastetői-barlang (Balázs 1957), Magastetői barlang (Balázs 1957), Magas-tetői-zsomboly (Nyerges 2003) és Magos-tetői-barlang (Kraus 2005) neveken is. 1972-ben volt először Magas-tetői-barlangnak nevezve a barlang az irodalmában (Bajomi 1972).

## Kutatástörténet
Mivel ősi vadászösvény mellett van a barlang bejárata, valószínűleg régóta ismerték a barlangot. 1957-ben Balázs Dénes írta le a Magas-tetői-barlangot. Ez a barlangismertetés az első olyan írott leírás, amelyben említve van a barlang. A kézirat szerint a Magastetői-barlangot (Magastetői barlang) az Élelmezésügyi Minisztérium és a Kinizsi Természetbarát Liga barlangkutató csoportjának tagjai 1957 augusztusában kutatták át. A barlangban megtalálták egy ismert barlangkutató monogramját, amelynek alapján megállapították, hogy nem ők voltak a barlang első kutatói. A 100 m hosszú és 33 m mély barlangban sok és nagy függőcseppkő, állócseppkő, borsókő van. A barlang végpontján található nagyméretű terem alját vastag guanóréteg fedi. A barlang első bejárói: Bártfay Pál, Béldi Ákosné, Beliczai István, Csekő Árpád, Frojimovics Péter, Szentes György és Szikra László. A barlangot ekkor Csekő Árpád és Frojimovics Péter mérték fel.
1969-ben készült el a barlang részletes alaprajz térképe, hosszmetszet térképe és keresztszelvény térképei. Ekkor lett megszerkesztve a barlang helyszínrajzát és környékének tektonikai viszonyait is ábrázoló térkép. A térképeket Szentes György szerkesztette és Tálas Pál rajzolta. A térképek elkészítéséhez a barlangot a Budapesti Vörös Meteor Barlangkutató Csoport mérte fel. 1972-ben a Magyar Karszt- és Barlangkutató Társulat Biológiai Szakbizottságának titkára szétválogatta a barlangban gyűjtött zoológiai anyagot. Az 1976-ban befejezett és Bertalan Károly által írt kéziratban szó van arról, hogy az Alsó-hegyen, Szögligeten helyezkedik el a Magastetői barlang. Szádvártól ÉÉK-re 800 m-re, vadászösvény bal oldalán, 390 m tszf. magasságban van a barlang bejárata. A 100 m hosszú és 33 m mély barlang egy tektonikus hasadékbarlang (?), amely zsombolyszerű. Vastag guanóréteg borítja a barlang nagy termének alját. A kézirat barlangot ismertető része 1 kézirat alapján lett írva.
Az 1977. évi Karszt és Barlangban megjelent, Bajomi Dániel által írt tanulmányban van egy Magyarország térkép, amelyen a Magyarországon lévő, biológiailag kutatott barlangok földrajzi elhelyezkedése figyelhető meg. A térképen látható a biológiailag feldolgozás alatt álló Magas-hegyi-barlang földrajzi elhelyezkedése. A folyóirat 1977. évi különszámába bekerült a tanulmány angol nyelvű változata. Ebben a tanulmányban is közölve lett a térkép, amelyen Magas-hegy a barlang neve. Az 1984-ben megjelent, Magyarország barlangjai című könyvben van egy Magyarország térkép, amelyen a Magyarországon lévő, biológiailag kutatott barlangok földrajzi elhelyezkedése figyelhető meg. A térképen látható a biológiailag feldolgozás alatt álló Magas-hegyi-barlang földrajzi elhelyezkedése. A kiadvány országos barlanglistájában említve van az Aggteleki-karszton lévő barlang Magas-tetői-barlang néven. A listához kapcsolódóan látható az Aggteleki-karszt és a Bükk hegység barlangjainak földrajzi elhelyezkedését bemutató 1:500 000-es méretarányú térképen a barlang földrajzi elhelyezkedése.
1993. október 30-án Sásdi László, Ádám Bence, Guthy Ágnes és Kovács Richárd mérték fel a barlangot, majd 1993-ban Sásdi László a felmérés alapján megszerkesztette és megrajzolta a barlang vetített hossz-szelvény térképét, alaprajz térképét és keresztmetszet térképeit. Ekkor a barlang hossza 160,5 m, vízszintes kiterjedése 41,6 m, függőleges kiterjedése 39,69 m, magassága 5,62 m és mélysége 34,06 m volt. 1995 óta a világörökség része a Magas-tetői-barlang. A Nyerges Attila által 1997-ben készített szakdolgozatban meg van említve a Magas-tetői-barlang az Alsó-hegy magyarországi részének árvízi barlangjai és forrásbarlangjai között. 2001. május 17-től a környezetvédelmi miniszter 13/2001. (V. 9.) KöM rendeletének értelmében az Aggteleki-karsztvidék területén lévő Magas-tetői-barlang fokozottan védett barlang. Egyidejűleg a fokozottan védett barlangok körének megállapításáról szóló 1/1982. (III. 15.) OKTH rendelkezés hatályát veszti. Az alsó-hegyi barlangok között nagy kiterjedésűnek számító barlang különleges formakincse és ásványai alapján, valamint cseppkőképződményeinek és borsókő képződményeinek veszélyeztetettsége miatt lett fokozottan védett barlang.
A 2003-ban megjelent, Magyarország fokozottan védett barlangjai című könyv szerint 168,5 méter hosszú, 39,5 méter függőleges kiterjedésű, 5,41 méter magas, 34,06 méter mély és 48 méter vízszintes kiterjedésű. A 2004–2005. évi Karszt és Barlangban publikált nekrológ szerint Frojimovics Péter részt vett az 1957. évi feltárásában, első bejárásában és felmérésében. 2005. szeptember 1-től a környezetvédelmi és vízügyi miniszter 22/2005. (VIII. 31.) KvVM rendelete szerint az Aggteleki Nemzeti Park Igazgatóság működési területén található Magas-tetői-barlang a felügyelőség engedélyével látogatható. 2005. szeptember 1-től a környezetvédelmi és vízügyi miniszter 23/2005. (VIII. 31.) KvVM rendelete szerint az Aggteleki-karsztvidéken lévő Magas-tetői-barlang fokozottan védett barlang.
A 2005-ben napvilágot látott, Magyar hegyisport és turista enciklopédia című kiadványban önálló szócikke van a barlangnak. A szócikk szerint a Magas-tetői-barlang az Aggteleki-karszton található és fokozottan védett természeti érték. A 430 m tszf. magasságban nyíló, hegyoldalba mélyedő bejárati sziklaudvarból kitűnő a kilátás a Szádvár romjaira. Majdnem 170 m hosszú és 40 m a szintkülönbsége a triász mészkőben létrejött elágazó üregrendszernek. Valószínűleg régóta ismerik bejáratát, 1957-ből származik első irodalmi említése. Felső, hasadék jellegű részének magassága eléri a 10–15 m-t és 1–5 m széles. Csak kötéltechnikai eszközök alkalmazásával látogathatók alsó, függőleges jellegű részének tág szelvényű mélyebb részei. A járatokat cseppkőképződmények, cseppkőbekérgezések, cseppkőlefolyások, függő és pálmatörzs jellegű állócseppkövek, illetve heliktitek és szenilis korallszerű borsókövek mellett visszaoldott cseppkövek díszítik.
A 2006. évi Vespertilioban közölt tanulmány szerint 2004. február 13-án 4 nagy patkósdenevért figyeltek meg a barlangban Boldogh Sándor, Štefan Matis, Peter Pjenčák, Burinda Tamás és 7 kis patkósdenevért, egy közönséges denevért, két nyugati piszedenevért Boldogh Sándor, Štefan Matis és Peter Pjenčák. 2004. augusztus 16-án Boldogh Sándor 10 kereknyergű patkósdenevért és 6 nagy patkósdenevért észlelt a szögligeti barlang bejáratának közelében, valamint egy nagyfülű denevért, két vízi denevért, 3 csonkafülű denevért, egy horgasszőrű denevért, két közönséges késeidenevért, 6 nyugati piszedenevért, két barna hosszúfülű-denevért és 3 hosszúszárnyú denevért a barlangban.
2007. március 8-tól a környezetvédelmi és vízügyi miniszter 3/2007. (I. 22.) KvVM rendelete szerint az Aggteleki Nemzeti Park Igazgatóság működési területén lévő Magas-tetői-barlang az igazgatóság engedélyével tekinthető meg. 2013. július 19-től a vidékfejlesztési miniszter 58/2013. (VII. 11.) VM rendelete szerint a Magas-tetői-barlang (Aggteleki Nemzeti Park Igazgatóság működési területe) az igazgatóság hozzájárulásával látogatható. A 2014-ben írt állapotfelvételi lapja alapján a barlang 250 m hosszú, 50 m vízszintes kiterjedésű és 40 m függőleges kiterjedésű. 2015. november 3-tól a földművelésügyi miniszter 66/2015. (X. 26.) FM rendelete szerint a Magas-tetői-barlang (Aggteleki-karsztvidék) fokozottan védett barlang. 2015-ben készültek el a barlang legújabb térképei. Bontott alaprajz térkép, vetített hossz-szelvény térkép és 2 keresztszelvény térkép lett szerkesztve ekkor, amelyeket Szabó Zoltán rajzolt. Az alaprajz térképen látható a 2 keresztszelvény elhelyezkedése a barlangban. A térképek elkészítéséhez a barlangot Kovács Richárd, Szabó Zoltán és Szabó R. Zoltán mérték fel.
Az Alsó-hegy karsztjelenségeiről szóló, 2019-ben kiadott könyvben az olvasható, hogy a Magas-tetöi-barlang 293 m hosszú és 40 m mély. A barlang azonosító számai: Szlovákiában 058, Magyarországon 5451/19. A könyvben publikálva lett a barlang 2015-ben készült bontott alaprajz térképe és 2015-ben készült 2 keresztszelvény térképe. A barlangot 2015-ben Kovács Richárd, Szabó Zoltán és Szabó R. Zoltán mérték fel, majd 2015-ben Szabó Zoltán a felmérés alapján megrajzolta a barlang térképeit. A térképeket 2017-ben Luděk Vlk digitalizálta. Publikálva lett két színes fénykép a könyvben, amelyeken a barlang belseje (a második fényképen a Párkány) figyelhető meg. A kiadványhoz mellékelve lett az Alsó-hegy részletes térképe. A térképet Luděk Vlk, Mojmír Záviška, Ctirad Piskač, Jiřina Novotná, Miloš Novotný és Martin Mandel készítették. A térképen, amelyen fekete ponttal vannak jelölve a barlangok és a zsombolyok, látható a Magas-tetői-barlang (5451/19, 058) földrajzi elhelyezkedése. 2021. május 10-től az agrárminiszter 17/2021. (IV. 9.) AM rendelete szerint a Magas-tetői-barlang (Aggteleki Nemzeti Park Igazgatóság működési területe) az igazgatóság engedélyével látogatható. A 13/1998. (V. 6.) KTM rendelet egyidejűleg hatályát veszti.